# Swiss Vapeur Parc
Swiss Vapeur Parc er en udendørs modeljernbane til minitog ved Genfersøen i Le Bouveret i Valais i Schweiz.
På banen kører der tog i størrelsesforholdet 1:4 på sporvidderne 5 og 7 1/4 tommer. Dertil kommer en tandhjulsbane og på en sø sejlende modeller af dampskibe. Indimellem er der modeller af schweiziske seværdigheder og bygninger så som Café de la Treille, slottet Château d’Aigle fra Aigle, kirken i Saanen, Kuklos, Plein Roc og savværket i Nax.
Baggrunden for banen er Club Vapeur Aigle, der blev grundlagt 30. oktober 1979 med 22 medlemmer, og som siden udviklede sig til Club des amis du Swiss Vapeur Parc (ca. 40 medlemmer i 2005). Ved åbningen af banen i 1989 omfattede den ca. 1.000 m spor på en 10.000 m² stort område. Til at begynde med var der 60.000 årlige besøgende, et tal der i 2000 var vokset til 160.000. Banen selv var vokset til 1.500 m i 2006 foruden 500 m opstillings- og depotspor fordelt på et i mellemtiden 17.000 m² stort område. Antallet af tog er ligeledes vokset. Ved starten havde man kun et, der kørte på benzin, og et der kørte med damp, men i 2007 var man nået op på seks drevet af benzin og ni af damp.
Hvert år en uge i juni er banen vært for Festival international de la vapeur, der tiltrækker venner af damplokomotiver fra hele Europa.